# You’ll Never Walk Alone
«You’ll Never Walk Alone» (с англ. — «Ты никогда не будешь идти один») — классическая песня (поп-стандарт), написанная американскими композиторами Ричардом Роджерсом и Оскаром Хаммерстайном II для мюзикла «Карусель» в 1945 году. Известна также как гимн английской футбольной команды «Ливерпуль», исполняемый болельщиками перед началом каждого домашнего матча команды.
Песня четырежды возглавляла официальный британский хит-парад в исполнении следующих музыкантов: Gerry & The Pacemakers (№ 1 в 1963), The Crowd (№ 1 в 1985), Робсон Грин и Джером Флинн (№ 1 в 1996), Майкл Болл и Том Мур (№ 1 в 2020)

## Создание
Песня написана Ричардом Роджерсом и Оскаром Хаммерстайном II  для мюзикла «Карусель» (1945). Своей популярностью обязана тому, что в разное время её записали и использовали в своих концертах известные исполнители, такие, как Фрэнк Синатра, Марио Ланца, Элвис Пресли, Рэй Чарльз и другие.
- Кристин Джонсон (1945, первое исполнение песни в бродвейском мюзикле «Карусель»)[2][3][4].
- Фрэнк Синатра (1945, 1963).
- Джуди Гарленд (1945[3][5], 1960[6]).
- Марио Ланца (1950).
- Рой Хэмилтон (1954).
- Claramae Turner в фильме «Карусель» (1956).
- Джин Винсент (1958).
- Нина Саймон (1959).
- Махалия Джексон (1961).
- Shirley Bassey (1962)
- Рэй Чарльз (1963)
- Gerry & The Pacemakers (1963, № 1 в Великобритании).
- Patti Labelle & The Blue Belles (1964).
- The Righteous Brothers (1965).
- Элвис Пресли (1968; 2010).
- Джонни Маэстро и The Brooklyn Bridge (1969).
- Pink Floyd (1971) как часть композиции Fearless в альбоме «Meddle».
- Джерри Рид (1971)
- Арета Франклин (1972).
- Ли Тауэрс (1976)
- The Adicts (1981)
- Тими Юро (1982)
- Vice Squad (1984)
- The Crowd (1985, № 1 в Великобритании)
- Оливия Ньютон-Джон (1989)
- Regine Velasquez (фестиваль Asia Pacific) (1989)
- André Hazes (1994)
- Shirley Verrett (1994)
- Bryn Terfel (1996)
- Робсон Грин и Джером Флинн (1996, № 1 в Великобритании)
- The Vocal Majority (1997)
- Die Toten Hosen (2000)
- Los Fastidios (2000)
- Hayley Westenra (2001)
- Бела Б. (2002)
- Джонни Кэш (2003)
- Рене Флеминг (2003)
- Кэтрин Дженкинс (2004)
- The Five Blind Boys of Alabama (???)
- Рэй Куинн (2006)
- Джордин Спаркс (2007)
- The Priests (2009)
- Mel C (2012)
- Il Divo (2013)
- Dropkick Murphys (2016)
- Алексей Караковский и «Происшествие» (2017)
- Майкл Болл, Том Мур и The NHS Voices of Care Choir (2020, № 1 в Великобритании)

## Использование в спорте
Огромное влияние на судьбу композиции оказало то, что в начале 1960-х свою версию «You’ll Never Walk Alone» записала известная ливерпульская бит-группа Gerry & The Pacemakers. На исходе октября 1963 года сингл с этой песней занял первое место в Великобритании и продержался там четыре недели.
Вскоре песня стала гимном болельщиков «Ливерпуля», который исполняется на стадионе за несколько минут до стартового свистка и перед сигналом об окончании матча. Слова You’ll Never Walk Alone появились на эмблеме клуба, а также были нанесены на ворота Шенкли, ведущие на стадион «Энфилд». Во всём мире название композиции сегодня ассоциируется именно с этой командой. Успехи «Ливерпуля» на внутренней и международной арене, а также хорошие взаимоотношения болельщиков мерсисайдцев и некоторых других команд (например, «Селтика» и дортмундской «Боруссии») помогли песне распространиться в футбольной среде. В результате к настоящему моменту «You’ll Never Walk Alone» можно также услышать на трибунах в исполнении болельщиков следующих футбольных клубов:
- Австрия — Рапид (Вена)
- Англия — Ливерпуль, Ипсвич
- Беларусь — Орша, Партизан - МТЗ (Минск)
- Бельгия — Брюгге, Антверпен и Мехелен
- Болгария — ЦСКА (София) (болельщики ЦСКА добавили к тексту песни свои слова)
- Германия — Боруссия (Дортмунд), Штутгарт,  Вердер, Санкт-Паули, Алемания, Майнц, Кайзерслаутерн .
- Израиль — Маккаби (Хайфа), Бейтар (Иерусалим)
- Италия — Дженоа, Верона, Милан (поют только на матчах близких по дате к 15 апреля, в память о погибших фанатах Ливерпуля)
- Нидерланды — Аякс, KVV Квик Бойс, Фейеноорд, Твенте
- Шотландия — Селтик
- Франция — Ред Стар
- Япония — Токио

## Версия Майкла Болла и Тома Мура
«You’ll Never Walk Alone» — версия песни, записанная британскими баритоном Майклом Боллом, 99-летним ветераном Второй Мировой войны Томом Муром и хором врачей и волонтёров «Голоса заботы» Национальной службы здравоохранения Великобритании (The NHS Voices of Care Choir), вышедшая 17 апреля 2020 года в рамках акции поддержки врачей в период пандемии коронавируса.
Сингл достиг первого места в официальном британском хит-параде UK Singles Chart, а песня стала лишь третьей за всю историю (после «Unchained Melody» и «Do They Know It’s Christmas?»), которой удалось четыре раза возглавлять британский хит-парад в исполнении разных музыкантов.

### История
Британский тенор и актёр Майкл Болл спел «You'll Never Walk Alone» в прямом эфире передачи BBC Breakfast специально чтобы отметить 100-летие Тома Мура. В течение следующих суток это представление было записано и превращено в цифровой сингл с использованием голосов подпевавших Тома Мура и хора NHS. Компания Decca Records выпустила этот трек 17 апреля, а когда все доходы поступили в NHS Charities Together, запись вышла сразу на первое место в британском чарте «The Official Big Top 40». В первые 48 часов было продано почти 36 000 копий, и это позволило ей стать самой популярной песней по оценкам Official Charts Company. 24 апреля она сразу дебютировала на позиции № 1 в еженедельном «официальном» британском чарте UK Singles Chart, что сделало Тома Мура старейшим человеком из когда-либо достигавших этой позиции, и означает, что он будет № 1 в свой 100-летний день рождения.
Все собранные от продажи сингла средства пойдут на благотворительные цели в помощь врачам и больным, пострадавшим от пандемии коронавируса.

### Хит-парады
| Чарт (2020)                         | Высшая позиция |
| ----------------------------------- | -------------- |
| Шотландия (Official Charts Company) | 1              |
| Великобритания (OCC UK Singles)     | 1              |